# Iso Lohijärvi
Iso Lohijärvi är en sjö i Finland. Den ligger i kommunen Övertorneå i landskapet Lappland, i den norra delen av landet, 700 km norr om huvudstaden Helsingfors. Iso Lohijärvi ligger 74 meter över havet. Den är 5,8 meter djup. Arean är 14,61 kvadratkilometer och strandlinjen är 33,94 kilometer lång. Sjön  ingår i Torne älvs huvudavrinningsområde.   Den sträcker sig 9,9 kilometer i nord-sydlig riktning, och 8,2 kilometer i öst-västlig riktning.
I övrigt finns följande i Iso Lohijärvi:
- Pessansaari (en ö)
- Myllysaari (en ö)
- Lantonsaari (en ö)

I övrigt finns följande vid Iso Lohijärvi:
- Lialompolo (en sjö)
- Merijärvi (en sjö)
- Vähä Lohijärvi (en sjö)